# Beşköylü Adem
Beşköylü Adem (* 1. März 1980 in Beşköy, Trabzon; geboren als Adem Ekiz) ist ein türkischer Sänger und Musiker.
Adem Ekiz wuchs im Dorf Beşköy im Landkreis Köprübaşı auf. Bereits in seiner Grundschulzeit begann er, sich mit dem Spiel der Kemençe zu beschäftigen, eines in der Region des südlichen Schwarzen Meeres heimischen Streichinstruments. Nach dem Ende seiner Schulzeit zog er mit seiner Familie nach Istanbul, wo er heute lebt.
Der Musikstil von Beşköylü Adem ist traditionell und typisch für seine Herkunft aus der Region um Trabzon. In seinen bisher veröffentlichten Alben singt er neben seinen türkischen Liedern vereinzelt auch in pontischem Griechisch (Romeyika), das er als Muttersprachler fließend spricht. Dies hat ihm auch in Griechenland eine Fangemeinde eingebracht. In seinem zweiten Album ΡΩΜΑΙΚΑ ΤΡΑΓΩΔΙΑΣ, das er in Zusammenarbeit mit Nikos Michailidis und Philippos Kesapidis veröffentlichte, singt er ausschließlich in pontischem Griechisch.

## Diskografie
- 2000: Yanarım Ateşine
- 2005: ΡΩΜΑΙΚΑ ΤΡΑΓΩΔΙΑΣ - Rumca Türküler
- 2007: Gülüm Demedim mi Sana